# 블로흐 MB.150

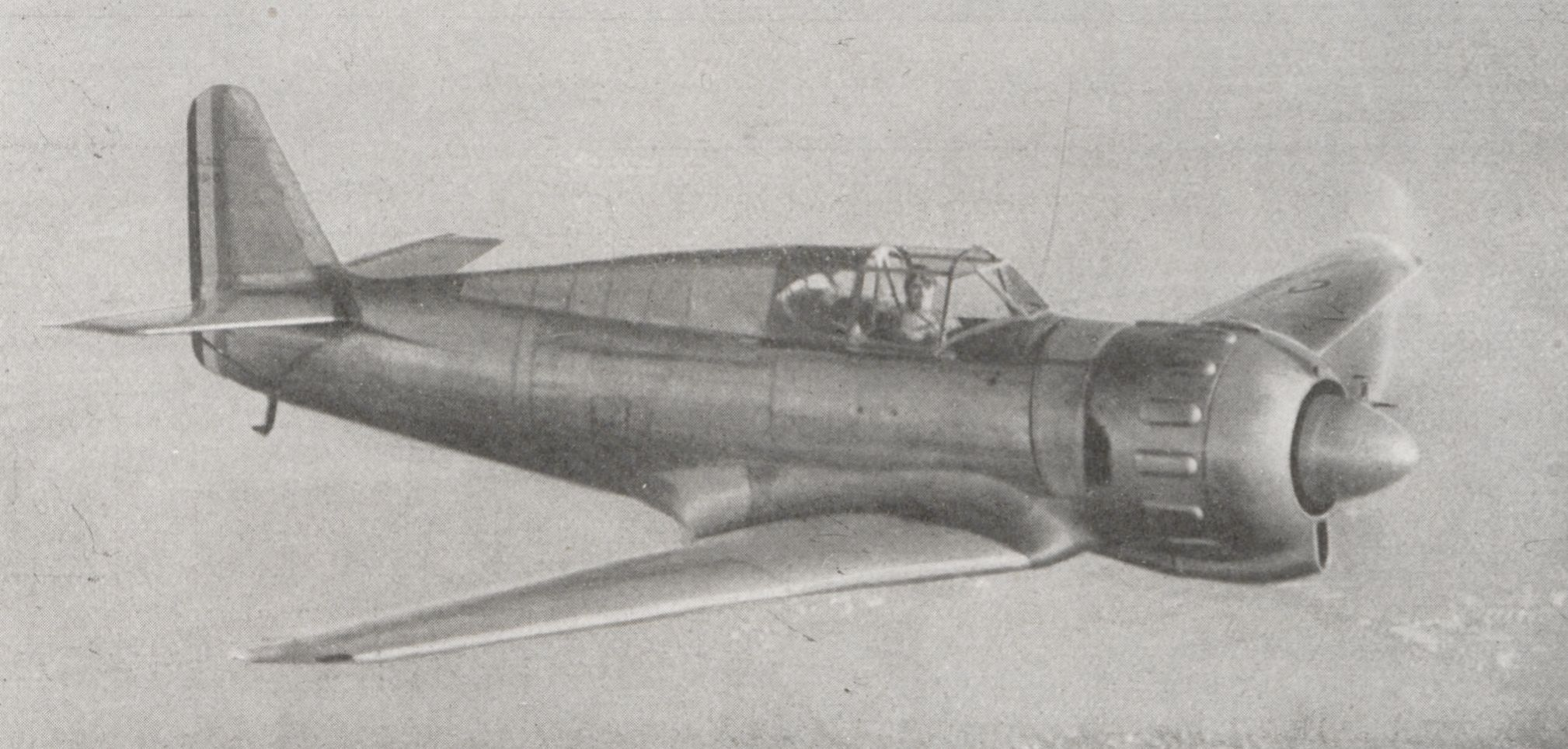
1938년 비행 모습

블로흐 MB.150(Bloch MB.150, 나중에 MB.151에서 MB.157까지 등장)은 마르셀 블로흐 항공기 회사에서 개발 및 생산한 프랑스 전투기였다. 이 전투기는 접이식 차대, 낮은 캔틸레버 날개 및 완전히 밀폐된 조종석을 갖춘 전체 금속 구조를 특징으로 한다.
MB.150은 원래 1934년 프랑스 항공부에서 새로운 전투기 설계를 요구하는 대회의 요구 사항을 충족하기 위해 개발되었다. 모랑 솔니에 M.S.406이 경쟁에서 승리했음에도 불구하고 개발을 계속하기로 결정했다. 처음에는 비행이 불가능하다는 것이 입증되었지만 수정된 프로토타입은 1937년 10월 처녀 비행을 실시했다. MB.150의 서비스 시험을 통해 항공기가 추가 작업을 보장할 만큼 충분한 가능성이 있다고 판단하여 확장되고 강화된 날개와 세련된 그놈-론 14N-7(Gnome-Rhone 14N-7) 엔진을 채택하게 되었다. 1938년 봄, 추가 시험 시험이 완료된 후 25대의 항공기 사전 생산 배치에 대한 주문이 이루어졌다.
MB.150 설계의 재설계로 개선된 MB.151 및 MB.152가 탄생하여 공군(Armée de l'Air)의 비행대에 배치되었다. 제2차 세계 대전이 발발할 때까지 약 120대의 항공기가 공군에 인도되었지만 대부분은 작전용으로 간주될 만큼 장비가 충분하지 않았다. 개선된 MB.155는 더 넓은 범위를 가졌다. 1940년에 생산 주문을 받은 이 항공기는 프랑스 함락 때까지 단 10대의 항공기만 완성되었다. 더 무겁고 강력한 엔진을 탑재한 더욱 개량된 모델인 MB.157은 비시 시대에 완성되었다. 유망한 성능을 보여줬지만 생산에 들어가지는 않았다.

## 사양 (MB.152C.1)

### 일반적 특성
- 승무원: 1
- 길이: 9.1m(29피트 10인치)
- 날개 폭: 10.54m(34피트 7인치)
- 높이: 3.03m(9피트 11인치)
- 날개 면적: 17.32m2(186.4평방피트)
- 공차 중량: 2,158kg(4,758lb)
- 총 중량: 2,693kg(5,937lb)
- 최대 이륙 중량: 2,800kg(6,173lb)
- 엔진: 1 × Gnome-Rhône 14N-25 14기통 2열 공랭식 레이디얼 피스톤 엔진, 805kW(1,080hp) 또는 정격 820kW(1,100hp)의 Gnome-Rhône 14N-49 엔진 1개
- 프로펠러: 3엽 가변 피치 프로펠러

### 성능
- 최대 속도: 509km/h(316mph, 275kn)
- 순항 속도: 450km/h(280mph, 240kn)
- 범위: 600km(370mi, 320nmi)
- 서비스 한도: 10,000m(33,000피트)
- 고도 도달 시간: 3분 24초 만에 2,000m(6,600피트)
- 날개 하중: 155.4kg/m2(31.8lb/sq ft)
- 출력/질량: 0.182hp/lb(0.299kW/kg)